# Westfield (motorfietsmerk)
Westfield is een Brits historisch merk van motorfietsen.
De bedrijfsnaam was Rising Sun Motor Engineering Works, London. 
Vanaf 1903 bouwde Westfield enkele jaren motorfietsen, voornamelijk met 2¾pk-MMC-motoren.